# Zubbles
Zubbles são bolhas de sabão coloridas com corantes especiais.

## Criação
Também chamadas de "cálice sagrado" dos brinquedos as zubbles são fruto de uma pesquisa de 15 anos e R$ 6 milhões em investimentos. O inventor Tim Kehoe, um criador de brinquedos de Saint Paul, Minnesota.
Kehoe começou misturando tintas normais e corantes, mas percebeu que estes não proporcionam um efeito padrão de cores, além de manchar. Assim começou a experimentar outros tipos de substâncias, entre elas gelatina, até produtos químicos agressivos, tais como ácido nítrico. Nos primeiros 11 anos de estudo obteve pouco progresso, sendo considerado por muitos colegas como um cientista maluco. Só em 2005 com a colaboração de um químico molecular e novos investimentos chegou a resolução do problema, uma mistura contendo alquil-sulfato de metal e poliéter.
A revista norte-americana Popular Science intitulou como inovação do ano em 2005, e a revista Seleções como uma das melhores inovações do ano de 2006.
Apesar do anúncio da descoberta do corante para o produto em 2005, só em junho de 2009 o produto começou a ser comercializado.

## Funcionamento
Em uma bolha de sabão normal, tensoativos diminuem a tensão superficial da água e permitem a formação da bolha. Para criar uma bolha colorida, o corante deve ter ligação com os tensoativos. Cada molécula do corante é uma estrutura conhecida como anel de lactona. Quando o anel é fechado, a molécula absorve toda a luz visível, exceto para a cor da bolha. No entanto, sujeitando o anel de lactona ao ar, água ou pressão, causa o rompimento do anel, isso muda a estrutura da molécula para uma cadeia que não absorve a luz.